# مالای کالج کوالا کنگسر
مالای کالج کوالا کنگسر (مالایی: Kolej Melayu Kuala Kangsar) یک مدرسه عمومی پسرانه شبانه‌روزی در کشور مالزی است، که در شهر کوالا کنگسر مستقر می‌باشد. این دانشکده در سال ۱۹۰۵ توسط سلطان ادریس تأسیس شد.

## نگارخانه

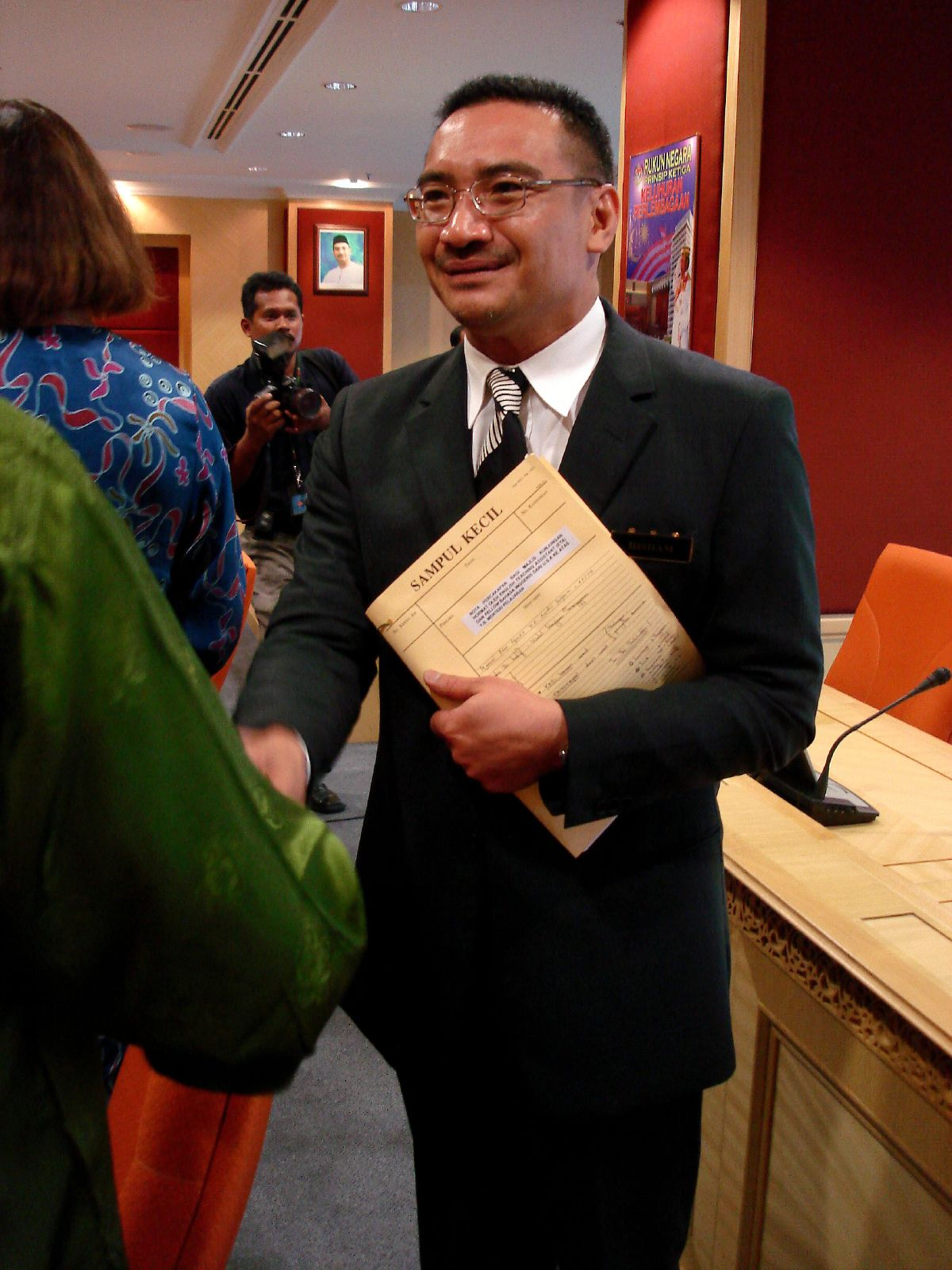
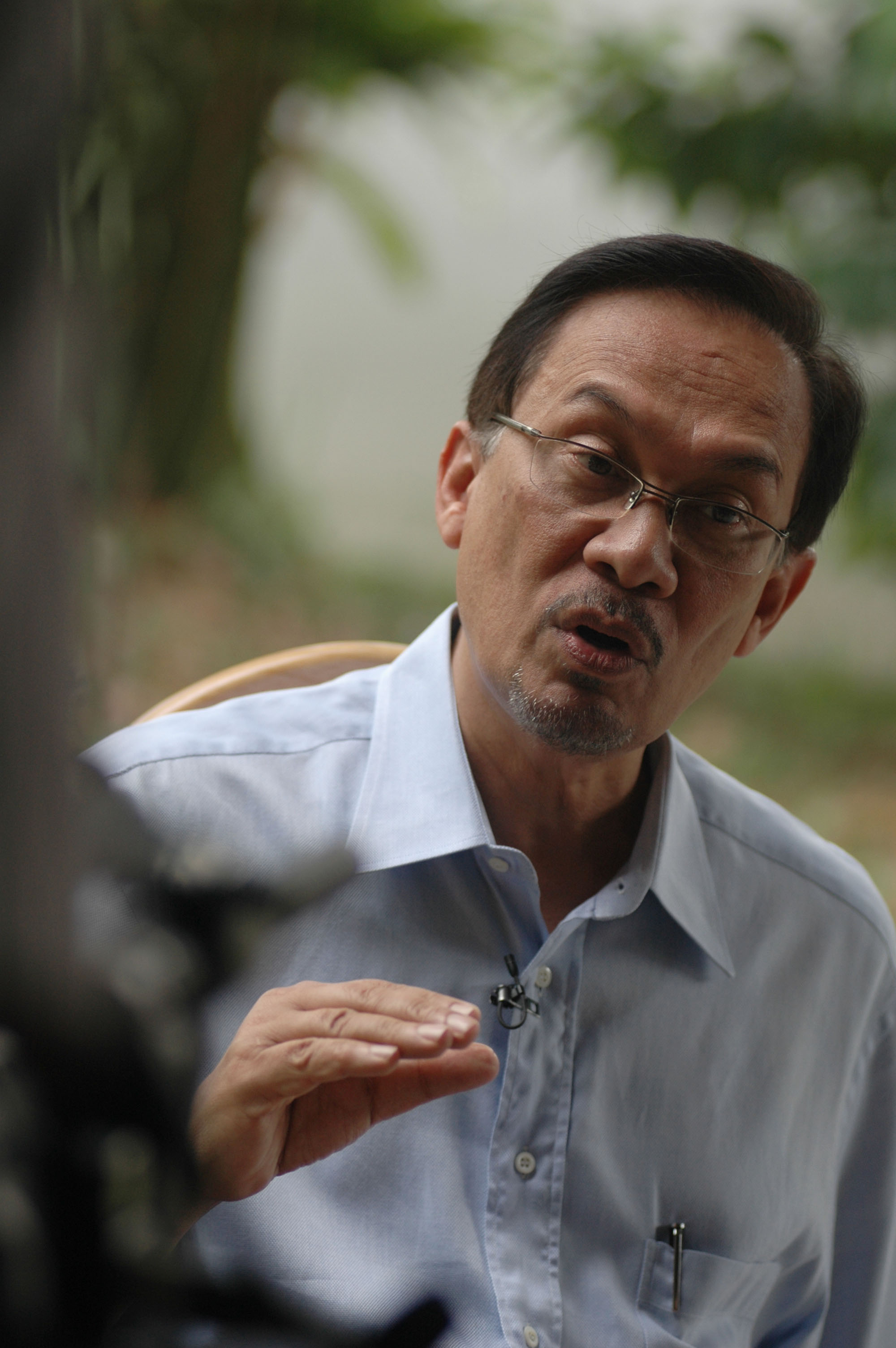